# Monumento dei Quattro mori
Il monumento dei Quattro mori è un celebre gruppo scultoreo che si innalza in piazza Micheli, a Livorno.
Celebra le vittorie del granduca Ferdinando I de' Medici e dell'Ordine dei cavalieri di Santo Stefano sui corsari barbareschi, che imperversavano e razziavano le coste toscane.

## Storia
Sul finire del XVI secolo, per volontà di Francesco I de' Medici furono avviati i primi lavori per la realizzazione della nuova città fortificata di Livorno, secondo il progetto dell'architetto Bernardo Buontalenti; tuttavia fu Ferdinando I, salito al potere nel 1587, a dare maggior impulso al colossale cantiere, tanto da essere considerato il vero fondatore della città.
Per celebrare questa impresa ed i trionfi riportati contro i corsari barbareschi dall'Ordine dei cavalieri di Santo Stefano, Ferdinando fece erigere un monumento in suo onore.
La statua del granduca fu commissionata allo scultore Giovanni Bandini, che la realizzò a Carrara a partire dal 1595, per essere quindi trasportata per mare a Livorno nel 1601.
Tuttavia l'imponente monumento restò ai margini della piazza della darsena per ben 16 anni, fino al 1617, quando fu innalzato su un piedistallo alla presenza di Cosimo II de' Medici, succeduto al padre Ferdinando nel 1609.
Successivamente, nel 1621 fu dato incarico a Pietro Tacca di completare l'opera di Bandini con l'aggiunta, alla base del piedistallo, di quattro mori incatenati, che lo scultore portò a termine in più riprese, tra il 1623 ed il 1626.
Lo stesso Tacca eseguì un gruppo di trofei barbareschi che furono collocati intorno alla statua di Ferdinando, mentre un suo allievo, Taddeo di Michele, realizzò la sommità del piedistallo in marmo. Il monumento avrebbe dovuto essere completato da due fontane con mostri marini, realizzate dal Tacca intorno agli anni trenta del Seicento, che però non giunsero mai a Livorno, ma furono poste in piazza della Santissima Annunziata a Firenze.
Il monumento dei Quattro Mori rischiò tuttavia di essere distrutto durante l'invasione francese di Livorno, nel marzo del 1799; l'esercito transalpino, apparentemente animato da ideali di libertà e uguaglianza sociale o forse per recuperare il bronzo delle statue come in altre occasioni durante le spoliazioni napoleoniche, vedeva nei mori incatenati un simbolo di oppressione e tirannide. Ciò nonostante l'opera riuscì ad essere salvata, ma i soldati francesi la depredarono dei trofei barbareschi.
Nell'Ottocento, tramontata l'ipotesi di trasferire il gruppo scultoreo in piazza Grande, il monumento fu solamente arretrato al centro della piazza antistante la darsena del porto.
Un'altra proposta per il suo trasferimento si registra negli anni che precedono la seconda guerra mondiale, quando viene avanzata l'idea di collocarlo al centro della piazza delle adunate che sarebbe dovuta sorgere attorno al nuovo Palazzo del Governo.
Lo scoppio della guerra portò alla sospensione di ogni piano, mentre, per salvare il monumento dai bombardamenti, fu deciso di trasferire la statua di Ferdinando I nella Certosa di Calci, mentre i Quattro mori furono dapprima sistemati al Cisternino di Pian di Rota e successivamente nella Villa medicea di Poggio a Caiano.
Nel giugno 1950, a seguito di accurati restauri, le opere tornarono a Livorno e furono ricollocate al loro posto, ai margini di una città ancora devastata dai bombardamenti.
Nei secoli, il monumento dei Quattro mori impressionò numerosi viaggiatori e scrittori stranieri, che lo descrissero nelle proprie opere: è il caso, tra gli altri, del reverendo islandese Ólafur Egilsson (secondo quarto del XVII secolo), oppure di Ethel Lilian Voynich, che ricordò il gruppo nel proprio romanzo storico Il figlio del cardinale, libro particolarmente apprezzato nei paesi socialisti.

## Descrizione

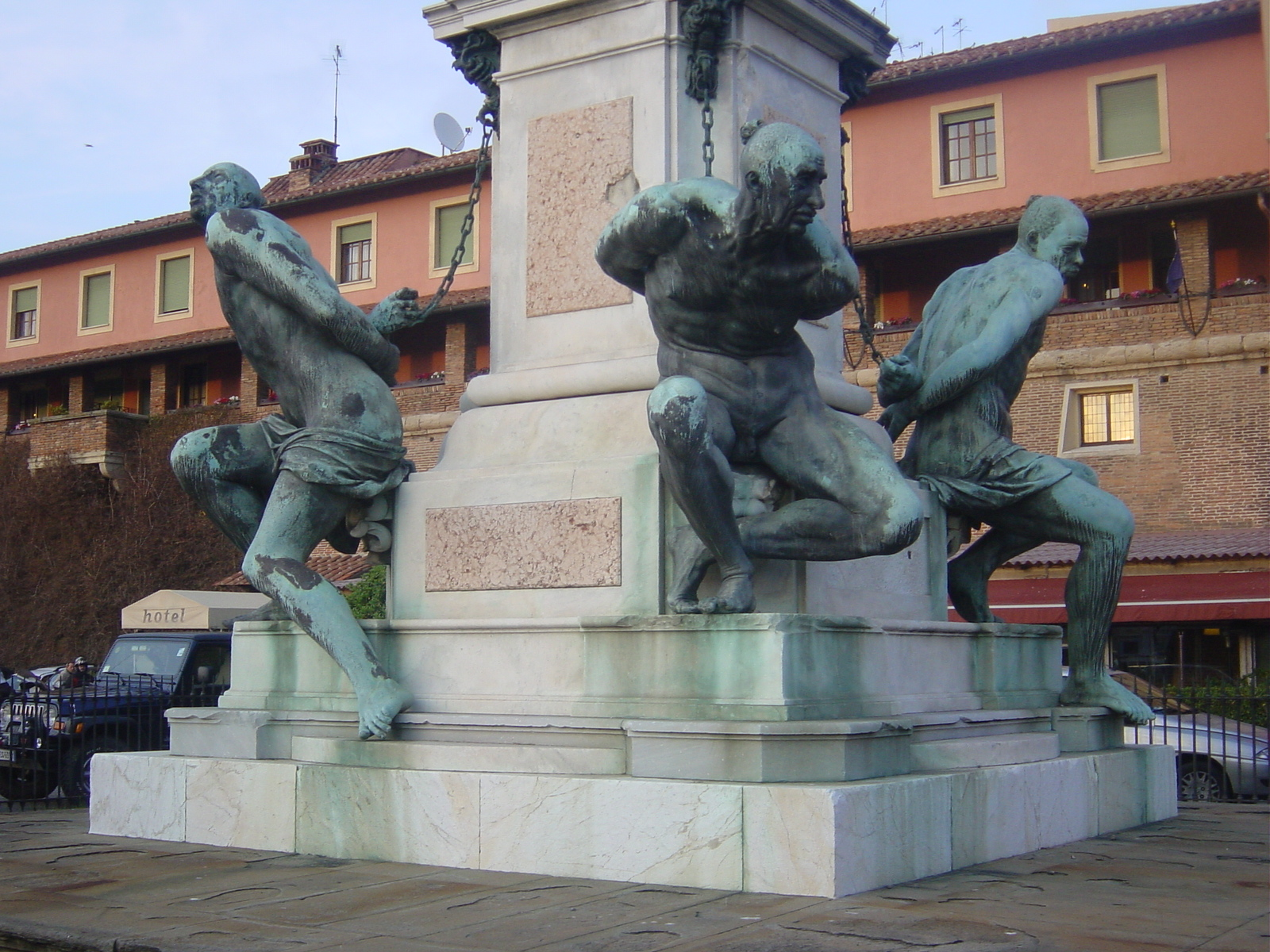
Il gruppo dei Quattro mori

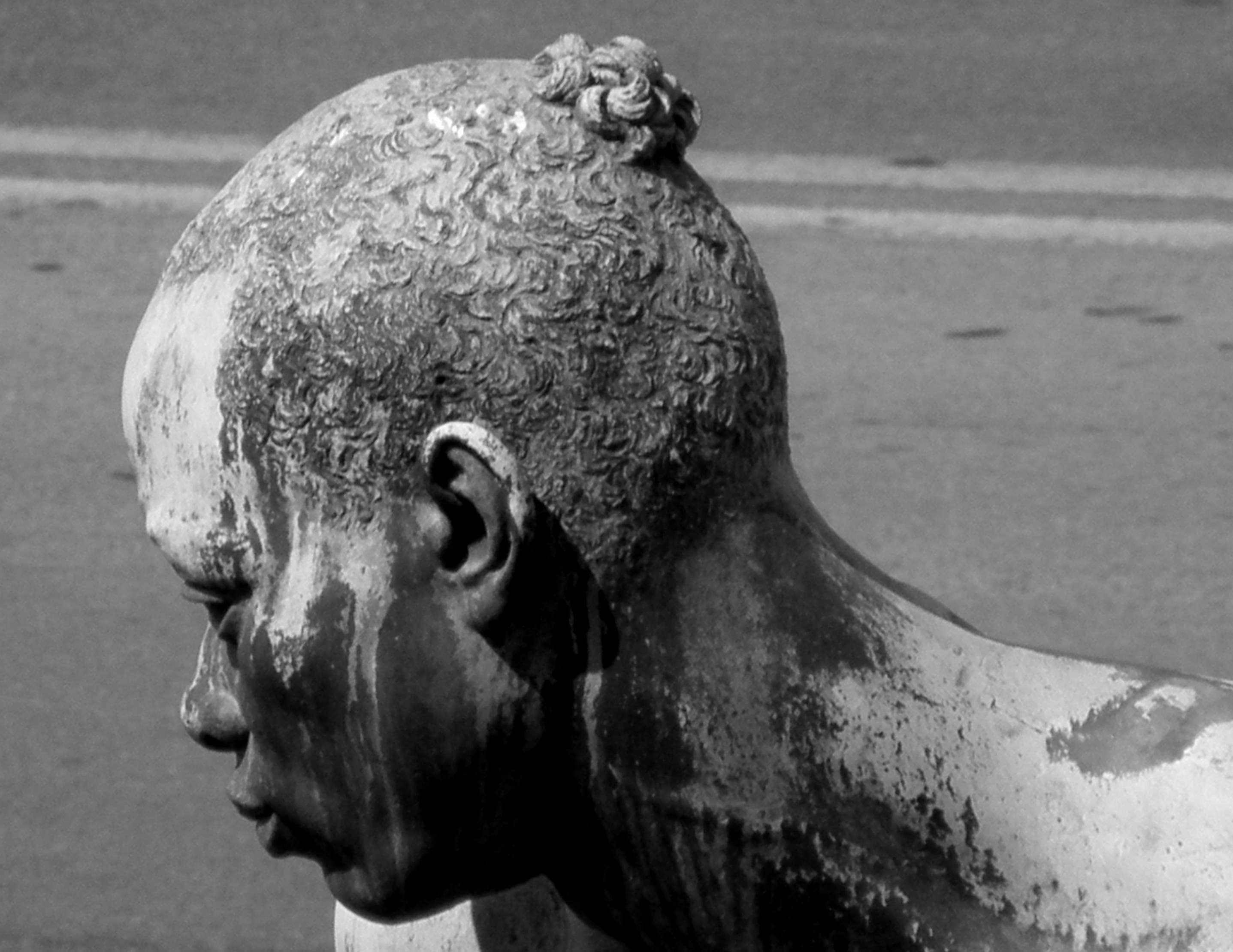
Dettaglio del monumento dei Quattro mori, eretto dal Granduca Ferdinando I per celebrare i fasti dell'ordine cavalleresco corsaro mediceo dei cavalieri di Santo Stefano

Il monumento sorge davanti alla piccola darsena che il granduca Ferdinando I de' Medici fece scavare sul finire del Cinquecento per ampliare il porto di Livorno; il gruppo scultoreo, posto nei pressi della possente cinta muraria, avrebbe così attestato l'autorità granducale agli occhi dei numerosi viaggiatori che avrebbero fatto scalo a Livorno.
L'opera è costituita dai Quattro mori in bronzo incatenati alla base di un alto piedistallo, sopra il quale si innalza la statua del medesimo Ferdinando I.
La statua fu scolpita in un blocco di marmo di Carrara dal fiorentino Giovanni Bandini nel 1599; è alta mt. 4,41 con altrettanti per il piedistallo ed un metro e mezzo di base. 
Il granduca è rappresentato mentre scruta il mare antistante con l'uniforme dell'Ordine dei cavalieri di Santo Stefano, l'istituzione militare fondata da Cosimo I de' Medici per combattere gli ottomani e la guerra di corsa nel Mar Mediterraneo.
Tale idea artistica non è nuova. Il tema dei captivi, ovvero dei prigionieri che dimostrano la forza militare di un comandante, esiste fin dall'arte romana (si pensi ai Prigionieri Daci del Foro di Traiano), e in tale chiave vennero recuperati nel Rinascimento, come nei celebri Prigioni di Michelangelo per il monumento al papa guerriero Giulio II. Analoghi complessi si trovano poi nel monumento equestre dello stesso Tacca, rappresentante il re Enrico IV di Francia, eretto sul ponte nuovo a Parigi (1614) e abbattuto con la Rivoluzione francese nel 1792. Un'analoga opera fu eretta in memoria de re di Francia Luigi XIV nel 1684 sulla Place des Vosges, ed abbattuta anch'essa nel 1792. Infine nel Museo Nazionale di Monaco di Baviera si conservava il bozzetto per un monumento equestre dedicato al principe elettore Massimiliano Emanuele Wittelsbach, dove, sul lato anteriore, sono posti in angolo due statue bronzee di mori.
I Quattro mori costituiscono comunque la parte più rilevante dell'opera di Livorno: le accentuate torsioni (mutuate dallo stile di Giambologna) e le smorfie di dolore ben rappresentano la condizione di prigionia dei soggetti, che si sublima in un insieme di grande realismo ed eleganza. Infatti Pietro Tacca prese a modello alcuni mori reclusi nel Bagno dei forzati, la vasta prigione ubicata a breve distanza dalla Fortezza Vecchia. I modelli furono scelti per rappresentare le quattro età della vita dell'uomo e sono di diversa etnìa, tutti con espressione di sommesso dolore psicologico e rassegnazione.

I primi due furono posti nel 1623 sul fronte del complesso monumentale  e rappresentano a sinistra un uomo vigoroso, il più giovane degli altri, conosciuto col nome di Morgiano e forse di origine greca o ionica mentre per altri è algerino, con lo sguardo rivolto verso il cielo. Gli fa coppia sull'angolo destro il vecchio corsaro, tradizionalmente conosciuto come Alì Melioco. La profonda attenzione ai particolari anatomici manifesta l'età avanzata del suo corpo muscoloso e possente, evidenziata in particolare dalle rughe che gli solcano il viso.
La coppia di statue posteriori fu posta alla base del monumento solo successivamente (1626).
Il primo corsaro, di etnia probabilmente nordafricana e conosciuto da alcuni col nome di Alì Salettino (dalla città di Salé), rappresenta il vigore dell'età matura, ancora con un fisico possente ed energico. Infine il quarto è di chiara origine africana subsahariana.
Nel 1622, su disegno dello stesso Tacca per dare maggiore ornamento alla base vengono fusi dall'allievo Taddeo di Michele da Pietrasanta e posti ai piedi del granduca armi, vesti e simboli barbareschi. 
Gli artistici trofei in bronzo alla base della statua verranno asportati durante le razzie dei Francesi del gen. Miollis nel 1799 e portati al Louvre.